# Inkhundla Lomahasha
L'Inkhundla Lomahasha è uno degli undici tinkhundla del distretto di Lubombo, nell'eSwatini.

## Geografia antropica

### Suddivisioni amministrative
L'Inkhundla è suddiviso nei 4 seguenti imiphakatsi: Lomahasha, Mafucula, Shewula, Tsambokhulu.